# Exostyles
Genre
Classification phylogénétique
Exostyles est un genre de plantes à fleurs dicotylédones de la famille des Fabaceae, sous-famille des Faboideae, originaire d'Amérique du Sud, qui comprend quatre espèces acceptées.

## Liste d'espèces
Selon The Plant List (18 octobre 2018) :
- Exostyles amazonica Yakovlev
- Exostyles glabra Vogel
- Exostyles godoyensis Soares-Silva & Mansano
- Exostyles venusta Spreng.